# Ридель, Бернгард
Бернгард Мориц Карл Людвиг Ридель (нем. Bernhard Moritz Carl Ludwig Riedel; 18 сентября 1846, Тешентин, великое герцогство Мекленбург-Шверин — 12 сентября 1916, Йена) — немецкий хирург, прозектор анатомии в Ростоке, профессор и директор хирургической клиники в Йене с 1888 года.

## Биография
Учился в Йене, затем в Ростокском университете, который окончил в 1872 году. В 1872—1875 годах работал прозектором в Ростоке у Фридриха Меркеля. В 1875 г. стал ассистентом Франца Кёнига в Гёттингене, в 1877 г. хабилитирован по хирургии. В последующие годы усовершенствовался по хирургии у Лангенбека и Барделебена и в 1881 году стал ведущим хирургом городской больницы в Ахене. С 1888 года возглавил хирургическую клинику в Йенском университете.

## Научные труды
Научные труды посвящены проблемам образования рубцовой ткани, жировой эмболии, заболеваниям суставов и костей. Ридель разрабатывал методы хирургического лечения заболеваний желудочно-кишечного тракта, ввёл раннюю операцию при остром аппендиците. Именем Бернгарда Риделя названы описанные им форма фиброзного хронического тиреоидита (зоб Риделя), хронический панкреатит (опухоль Риделя), а также операции на желчных путях (холедоходуоденоанастамоз), лобной пазухе (удаление передней стенки и дна при хроническом синусите), субтрохантерная остеотомия при нарушении подвижности суставов. Его именем также названа непостоянная доля печени, идущая от правой доли.
Б. Ридель сконструировал ряд хирургических инструментов для удаления камней из желчного пузыря.